# 宗長風
宗長風（英語：Anthony Zong Chang-feng；1939年—2011年11月22日；聖名：安多尼）是中國籍天主教主教。曾任河南開封總教區助理主教（2000年-2008年）。

## 生平
宗長風出生於1932年，在中華民國陝西省興平市莊頭鄉南於村的一個熱心信徒家庭。1944年，他12歲時進入周至教區武功普集若望修院，後來在鳳翔修院和西安神學院修讀神哲學。在政治動盪時期，他被迫返鄉務農。
文化大革命結束後，於1979年宗長風在46歲時晉鐸，其後在周至幾個堂區從事牧靈工作。由於當時教會才逐步恢復，他帶領信徒集資修建13座聖堂。
2000年10月27日，宗長風在65歲時由地下教會團體開封總教區主教梁希聖秘密晉牧，且後來獲時任教宗若望保祿二世認可及任命為開封總教區助理主教。可是，政府一直不承認他的主教身份，且阻止他到任，而繼續以神父身分在周至教區服務。
2011年11月22日，宗長風主教領過病人傅油聖事後，在信徒的祈禱聲中去世，享年79歲。同年11月29日，約3,000名信徒和附近縣鎮的教會樂隊，在南於村天主堂參與主教的殯葬彌撒，有約40位神父共祭。3位主教先後前來弔唁及主持安所彌撒。宗長風主教遺體安葬於教堂大院。